# René Farabet
René Farabet, né le 1er janvier 1934 à Vichy et mort le 20 juin 2017 à Paris 15e,, est un auteur dramatique, metteur en scène et producteur de radio français.

## Biographie
Docteur ès lettres (1964), René Farabet est, depuis sa création en 1969 jusqu'en 2000, producteur-coordonnateur de l'Atelier de création radiophonique de France Culture fondé par Alain Trutat et Jean Tardieu, où il assure émissions, performances et interventions théoriques. 
En tant qu'auteur, il a produit, parmi un nombre important d'émissions :
- Comment la trouvez-vous ma salade (prix Italia 1971) ;
- L'ai-je bien descendue, l'avons-nous bien montée ;
- Paroles du dedans, (prix Futura 1993).

Il a publié des articles théoriques réunis en 1994 sous le titre de Bref éloge du coup de tonnerre et du bruit d'ailes qui synthétise ses réflexions sur l'écoute du réel et des gens, sur l'expression radiophonique et la taille des sons. Il est l'auteur de Théâtre d’ondes, Théâtre d’ombres, paru en 2011 chez Champ social éditions.
Il a mis en scène en 1992 un Récital René Char d'après René Char au Festival d'Avignon.

## Théâtre
- 1960 : Le Centre de Jean-Pierre Faye, Orchestration théâtrale de Fernando Arrabal, Comédie intrigante de Jean Thibaudeau, mise en scène Jacques Polieri, théâtre de l'Alliance française.
- 1960 : La Louve de Robert Lafont, mise en scène Claude Vernick, théâtre Récamier.
- 1988 : La Vie mode d'emploi de Georges Perec, mise en scène Michael Lonsdale, Festival d'Avignon.